# Empfehlungsschreiben

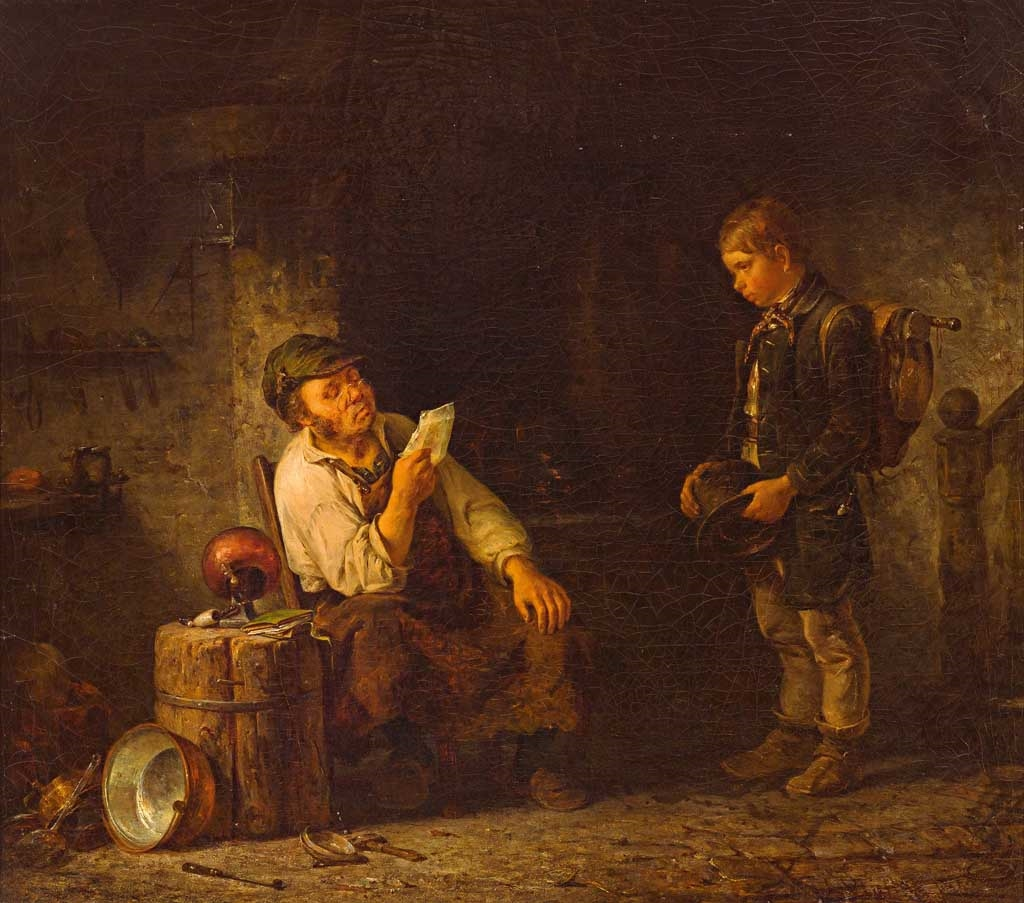
„Gehilfe mit Empfehlungsschreiben stellt sich beim Kupferschmied vor“;
Ölgemälde von August Heinrich Plinke, 19. Jahrhundert

Ein Empfehlungsschreiben (oder Empfehlungsbrief, Referenzschreiben, Beurteilungsschreiben) ist ein Schriftstück mit einer positiv wertenden Empfehlung zugunsten einer Person.

## Allgemeines
Während der Begriff Empfehlung eher ein schriftliches Dokument bezeichnet, das an einen bestimmten Adressaten gerichtet ist, wendet sich ein Referenzschreiben meist an einen unbestimmten Adressaten (lateinisch offerta ad incertas personas). Eine Referenz soll die wohlwollende Meinungsbildung über einen Bewerber unterstützen. Empfehlungen legen in der Regel den Schwerpunkt auf die Zukunft (Empfehlung für eine bestimmte Stelle), Referenzen legen in der Regel den Schwerpunkt auf Erfahrungswerte des Referenzgebers mit der sich bewerbenden Person in der Vergangenheit (erworbene Qualifikation, durchgeführte Tätigkeiten).

## Aufbau
Grundsätzlich ist für Empfehlungen oder Referenzen kein definierter Aufbau vorgeschrieben. Empfehlungen werden an einen Empfänger gerichtet und sollen dessen Informationswert entsprechen, Referenzen haben in der Regel keinen bestimmten Empfänger.
Bei Referenzen empfiehlt es sich, die folgenden Inhalte aufzunehmen:
- Betreff mit Hinweis auf Referent, Name der Person und Art der Tätigkeit
- Beschreibung des Unternehmens und der referenzierten Stelle
- Beschreibung der konkreten Aufgaben und der angewendeten Fähigkeiten
- Qualitative Bewertung der Arbeitsleistung und Arbeitsqualität
- Bewertung des Sozialverhaltens
- Wunsch für die Zukunft

Empfehlungen und Referenzen entsprechen somit dem Inhalt eines Arbeitszeugnisses, enthalten aber meist nicht dessen Benotungen.

## Verwendung

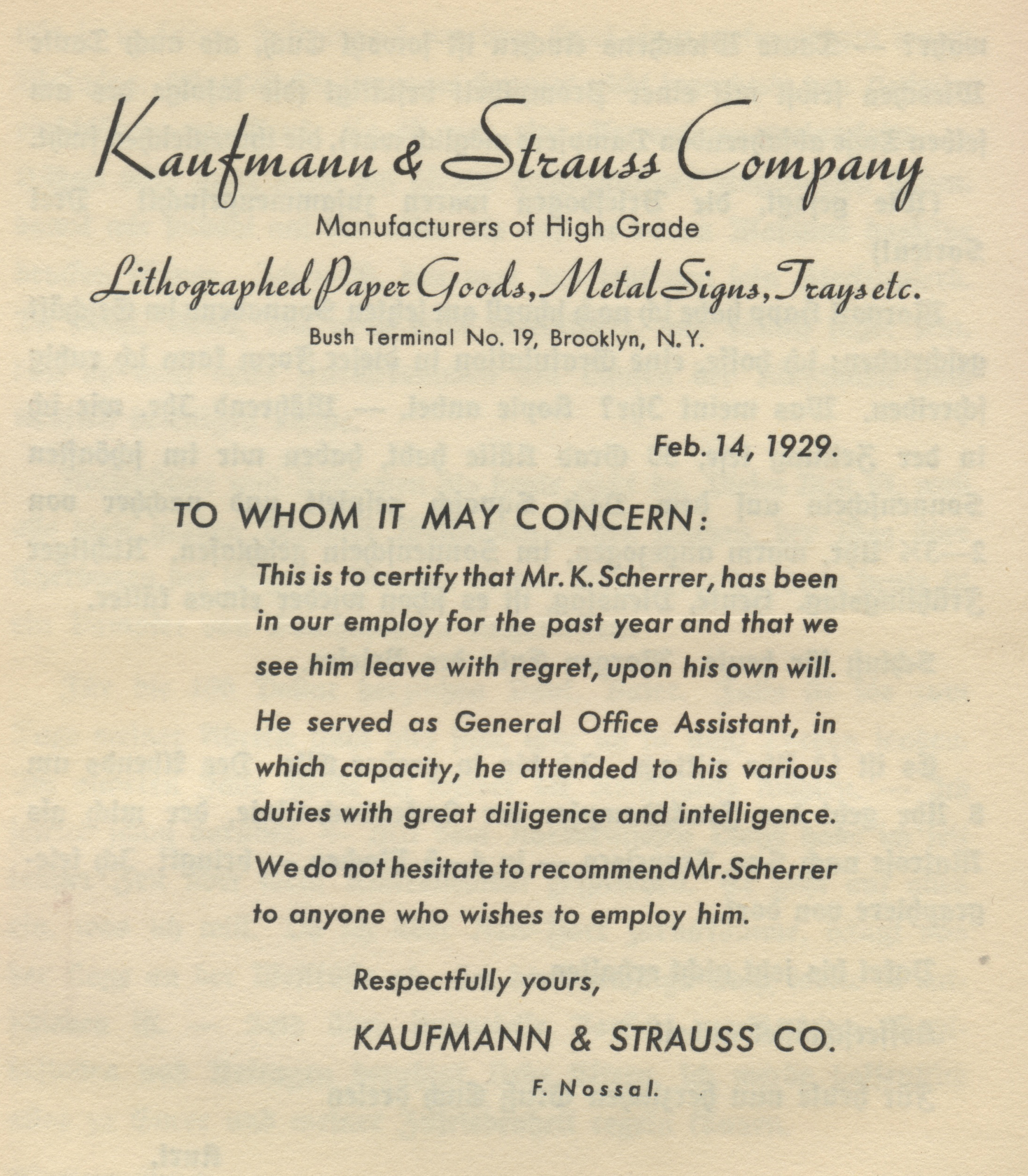
Reference von Kaufmann & Strauss & Co. vom Februar 1929

Im angelsächsischen Rechtskreis ersetzen die Empfehlungsschreiben (englisch letter of recommendation, letter of reference) die im deutschsprachigen Raum üblichen Arbeitszeugnisse. Während der „letter of recommendation“ an einen konkreten Empfänger gerichtet ist, lautet der „letter of reference“ auf einen nicht genannten (unbestimmten) Adressatenkreis (englisch To whom it may concern). Es beginnt häufig mit der Bitte, diese Empfehlung (englisch recommendation) des Bewerbers zu akzeptieren. Darauf folgen der bisherige Anstellungszeitraum, die frühere Position und eine Aufgabenbeschreibung. Wenn überhaupt, werden noch erwähnt Fachkompetenz (englisch ability), Arbeitsleistung (englisch performance), Ehrlichkeit/Vertrauenswürdigkeit (englisch honesty), Führungskompetenz (englisch conduct) oder Pünktlichkeit und Präsenz (englisch timekeeping, attendance). Von einer bloßen Übersetzung deutschsprachiger Arbeitszeugnisse ins Englische ist abzuraten, weil die Gefahr falscher Freunde immanent ist. Während beispielsweise die hohe Flexibilität (englisch flexibility) einer Arbeitsperson in deutschsprachigen Arbeitszeugnissen einen positiven Stellenwert genießt, gilt sie im Englischen als Unentschlossenheit.
Oft werden in den USA drei Referenzen verlangt; sie ersetzen dort weitgehend Zeugnisse. Die Empfehlung wird dabei von einer Person ausgesprochen, die in einer Position ist, die diese Aussage über den Bewerber zulässt. Im deutschsprachigen Raum sind Empfehlungsschreiben im Vergleich zu den USA noch selten, aber als Zusatz zu einer Bewerbung immer wichtiger, auch wenn sie hier noch nicht die Arbeitszeugnisse ersetzen. Da eine Berufsausbildung bzw. ein Studium in Europa immer weniger in standardisierte Karrieren mündet, dürften Empfehlungsschreiben auch im Vergleich zu Ausbildungs- und Hochschulzeugnissen insbesondere für Berufswechsler an Bedeutung gewinnen.
Teilweise werden Empfehlungsschreiben für Bewerbungen im religiösen Umfeld oder bei anderen Tendenzbetrieben verlangt. Diese werden dann von früheren Arbeitgebern oder Personen aus dem persönlichen Umfeld (etwa religiöse Amtsträger, Lehrer, Mitglieder derselben Glaubensgruppe) abgefasst. Dies kann auch Bewerbungen für ein Praktikum, einen Studienplatz oder ein Stipendium einschließen.
Die Referenz gewinnt durch den steigenden Anteil von freiberuflichen Mitarbeitern auch im deutschsprachigen Raum an Bedeutung. Da freiberufliche Mitarbeiter nicht in einem festen Arbeitsverhältnis stehen, bekommen sie in der Regel kein Arbeitszeugnis ausgestellt. Diese Lücke schließt die Referenz.
Im Unterschied zu einem Arbeitszeugnis, das von einem früheren Arbeitgeber ausgestellt wird, kann ein Empfehlungsschreiben prinzipiell von jeder dritten Person verfasst werden. Um den gewünschten Effekt einer glaubwürdigen Beurteilung zu erreichen, ist es jedoch sinnvoll, wenn der Aussteller aufgrund seiner Position die Leistungen und die Persönlichkeit des Empfohlenen gut beurteilen kann und über ein gewisses professionelles oder gesellschaftliches Ansehen verfügt, zum Beispiel als Hochschullehrer, Politiker oder Geistlicher. Somit können nicht nur hauptberufliche Tätigkeiten beschrieben werden, sondern auch langjährige ehrenamtliche Tätigkeiten, Gruppenleitertätigkeiten bezeugt und qualifizierte Aussagen über soziale und andere Kompetenzen getroffen und in die Bewerbung eingebracht werden.
Gerade für Menschen ohne aussagefähige Zeugnisse oder für Tätigkeiten mit hoher Verantwortung sind sogenannte „Charakterreferenzen“ wichtig. Dafür sind oft aussagefähige Details relevant (z. B.: jemand hat den Zentralschlüssel für eine Schließanlage mit Hunderten von Wohnungen verwaltet).
Der Empfehlungs- oder Referenzgeber sollten mit dem Bewerber klären, ob der zukünftige Arbeitgeber auf den Ersteller der Empfehlung oder Referenz zugehen darf. Zeugnisse und Referenzen werden zunehmend von der einstellenden Personalabteilung durch Rückfragen beim Empfehlungsgeber geprüft. Oft wird die Referenz auch nur mündlich eingeholt; in diesem Fall werden vom Bewerber nur Funktion und Kontaktdaten der Auskunftsperson(en) angegeben.

## Abgrenzung
Das Arbeitszeugnis ist an den beurteilten Arbeitnehmer gerichtet, Empfehlungsschreiben dagegen an Dritte.